# Raión de Séverskaya
El raión de Séverskaya (del ruso: Се́верский райо́н) es uno de los treinta y siete raiones en los que se divide el krai de Krasnodar, en Rusia. Está situado en el área sudoccidental del krai. Limita al sureste con el raión de Tuapsé, al suroeste con el ókrug urbano de Gelendzhik, al oeste con el raión de Abinsk, al norte con el raión de Krasnoarméiskaya y el raión de Tajtamukái de la república de Adiguesia y al este con el ókrug urbano de Goriachi Kliuch. Tenía 110 346 habitantes en 2010 y tiene una superficie de 2 122 km². Su centro administrativo es Séverskaya.
El raión se halla en las estribaciones noroccidentales del Cáucaso y las llanuras de situadas entre éstas y la orilla izquierda del río Kubán. Por sus valles discurren varios cortos ríos de la cuenca de este río como el Il, el Afips (y sus afluentes Ubin, Shebsh y Bezeps) o el río Sups. En la llanura de la parte norte del raión se halla el embalse Kriukovskoye, sobre el Sujói Aushedz, distributario del Kubán, en el que desembocan varios de estos ríos.

## Historia
El raión fue establecido el 2 de junio de 1924 en la composición del ókrug de Kubán del óblast del Sudeste sobre el territorio del anterior otdel de Slavianskaya del óblast de Kubán-Mar Negro. Inicialmente lo formaban 16 selsoviets: Azovski, Voskresenski, Georguiyeafipski, Grigórievski, Derbentski, Ilski, Kaluzhski, Krepostnoi, Lvovski, Mijáilovski, Novodmítriyevski, Séverski, Smolenski, Stavropolski, Ubinski y Fedorovski. El 16 de noviembre de ese año pasó a formar parte del krai del Cáucaso Norte, el 10 de enero de 1934 del krai de Azov-Mar Negro y el 13 de septiembre de 1937 del krai de Krasnodar. 
Entre el 11 de febrero de 1963 y el 30 de diciembre de 1966 el raión fue disuelto y los selsoviets de Ilski, Afipski y Chernomorski pasaron al Área industrial de Abinsk y el resto al raión de Krymsk.
En 1993 se abolieron los selsoviets y en 2005 se decidió la división administrativa en 12 municipios.

## Demografía
| Año  | Población |
| ---- | --------- |
| 1959 | 76 033    |
| 1970 | 89 368    |
| 1979 | 92 170    |
| 1989 | 96 015    |
| 2002 | 107 661   |
| 2009 | 110 339   |

En 2006 el 45 % de la población era urbana y el 55 % rural.

## División administrativa
El raión se divide en 3 municipios urbanos y 9 municipios rurales, que engloban a 48 localidades.
| Municipios de tipo urbano        | Poblaciones* |
| -------------------------------- | --- |
| Municipio urbano Afipskoye       | - asentamiento de tipo urbano Afipski - jútor Vodokachka - jútor Vostochni - jútor Kovalenko - jútor Kosharski - posiólok Neftekachka                                            |
| Municipio urbano Ilskoye         | - posiólok Ilski - stanitsa Derbéntskaya |
| Municipio urbano Chernomorskoye  | - posiólok Chernomorski - jútor Vesioli - jútor Karski - jútor Kipiachi - posiólok Novopetrovski - posiólok Oktiabrski - jútor Sputnik                                           |
| Municipios de tipo rural         | |
| Municipio rural Azovskoye        | - stanitsa Azóvskaya - stanitsa Ubinskaya |
| Municipio rural Grigórievskoye   | - stanitsa Grigorievskaya ' - stanitsa Stavropolskaya |
| Municipio rural Kalúzhskoye      | - stanitsa Kalúzhskaya - posiólok Chibi |
| Municipio rural Lvovskoye        | - seló Lvóvskoye - jútor Stefanovski - jútor Novoivanovski - jútor Krasni - jútor Peschani                                                                                       |
| Municipio rural Mijailovskoye    | - seló Mijailovskoye - jútor Ananievski - jútor Aleksandrovski |
| Municipio rural Novodmitrovskoye | - stanitsa Novodmitriyevskaya - jútor Shuvayev - jútor Oazis - jútor Novi |
| Municipio rural Sevérskoye       | - stanitsa Séverskaya - jútor Bonchkovski - jútor Bondarenko - jútor Volikov - jútor Naumenkov - jútor Novoalekseyevski - jútor Svobodni - posiólok 8 Marta - posiólok Predgorni |
| Municipio rural Smolenskoye      | - stanitsa Smolenskaya - stanitsa Krepostnaya - posiólok Plancheskaya Shchel - posiólok Mirni                                                                                    |
| Municipio rural Shabanovskoye    | - seló Shabanovskoye - seló Tjamaja |

*Los centros administrativos están resaltados en negrita.

## Economía y transporte
El principal sector económico del distrito es la industria. Son de importancia asimismo la extracción petrolera y la construcción de maquinaria relacionada con ese sector, la producción de madera, los materiales para la construcción y la industria alimenticia.
La línea de ferrocarril Krasnodar-Novorosíisk y la carretera A146 entre esos mismos puntos.